# بندكت الحادي عشر
البابا بنديكت الحادي عشر ((باللاتينية: Benedictus XI); 1240 – 7 تموز / يوليه 1304) ، ولد نيكولا بوكاسيني, (نيكولو تريفيزو) كان البابا من 22 تشرين الأول / أكتوبر 1303 إلى وفاته في 7 تموز / يوليه 1304. كما انه كان عضوا في الوعاظ.
طوب ممع تأكيد البابا كليمنت الثاني عشر في 1736. وهو راعي تريفيزو.

## أعماله
كان سريع الإفراج عن الملك فيليب الرابع من الطرد التي وضعه به البابا بونيفاس الثامن. ومع ذلك، في 7 حزيران / يونيه 1304، أعاد بنديكت الحادي عشر حرم وزير الملك فيليب الرابع العنيد غيوم دي نوكارت وجميع الايطاليين الذين شاركوا في الاستيلاء على سلفه في اناجني. بنديكت شي أيضا ترتيب هدنة بين فيليب الرابع ملك فرنسا و إدوارد الأول من إنكلترا.

## روابط خارجية
- بندكت الحادي عشر على موقع الموسوعة البريطانية (الإنجليزية)
- بندكت الحادي عشر على موقع إن إن دي بي (الإنجليزية)